# Cualedro
Cualedro ist ein Ort und das Verwaltungszentrum einer Gemeinde (municipio) mit 1.586 Einwohnern (Stand: 2024) in der Provinz Ourense in der Autonomen Region (Comunidad Autónoma) Galicien im Nordwesten Spaniens.

## Lage und Klima
Cualedro liegt etwa 70 km südsüdöstlich von Ourense an der portugiesischen Grenze in einer Höhe von ca. 845 m. Das vom Atlantik geprägte Klima ist gemäßigt und nicht selten regnerisch (ca. 907 mm/Jahr).

## Bevölkerungsentwicklung der Gemeinde
Quelle: INE-Archiv – grafische Aufarbeitung für Wikipedia
Durch Fortzug in die umliegenden Städte ist die Bevölkerung seit den 1980er Jahren stetig gesunken.

## Gemeindegliederung
Die Gemeinde Cualedro ist in zehn Parroquias gegliedert:
| Parroquias | Patrozinium    | Einwohner 2024 | Fläche km² | Dichte Einw./km² | Höhe msnm | Ortskennzahl |
| ---------- | -------------- | -------------- | ---------- | ---------------- | --------- | ------------ |
| Atás       | Santa María    | 102            | 11,60      | 9                | 790       | 32028010000  |
| Baldriz    | san Bartolomeu | 64             | 16,27      | 4                | 868       | 32028020000  |
| Carzoá     | San Roque      | 58             | 5,82       | 10               | 852       | 32028030000  |
| Cualedro   | Santa María    | 298            | 4,63       | 64               | 843       | 32028040000  |
| Lucenza    | Santa María    | 147            | 15,39      | 10               | 814       | 32028060000  |
| Montes     | Santa Baia     | 279            | 13,82      | 20               | 746       | 32028070000  |
| Rebordondo | San Martiño    | 157            | 7,86       | 20               | 715       | 32028080000  |
| San Millao | Santa María    | 79             | 10,20      | 8                | 667       | 32028090000  |
| Vilela     | Santiago       | 55             | 7,07       | 8                | 798       | 32028100000  |
| A Xironda  | San Salvador   | 367            | 25,15      | 15               | 763       | 32028050000  |

## Wirtschaft
| Ackerbau, Viehzucht und Fischerei                                                  | 054 | 013,43 |
| Industrie                                                                          | 036 | 08,96  |
| Bauwirtschaft                                                                      | 054 | 013,43 |
| Dienstleistungsbetriebe                                                            | 258 | 064,18 |
| Total                                                                              | 402 | 100,00 |
| * Daten aus dem Statistischen Amt für Wirtschaftliche Entwicklung in Galicien, IGE |     |        |

## Sehenswürdigkeiten

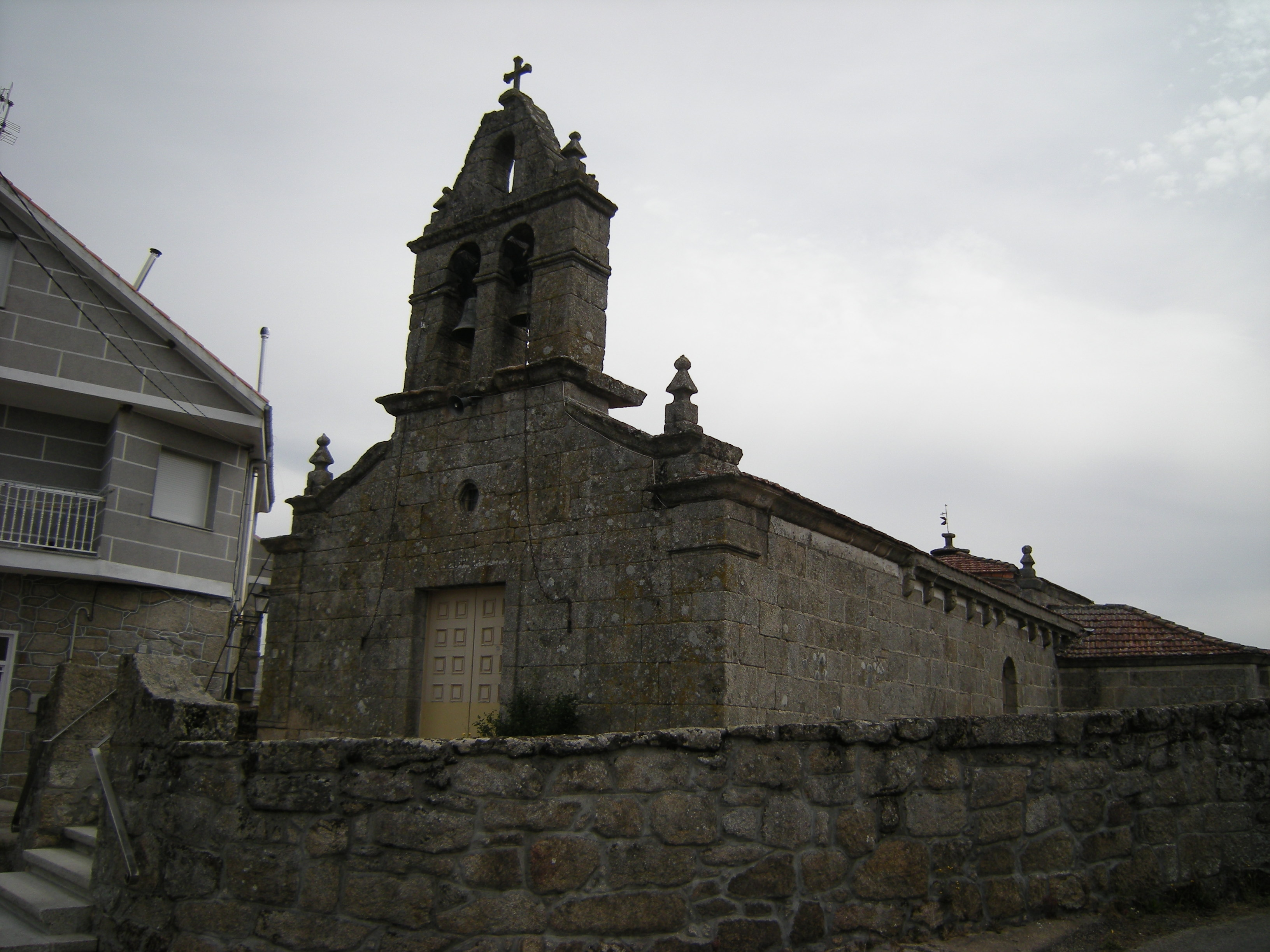
Marienkirche in Atás
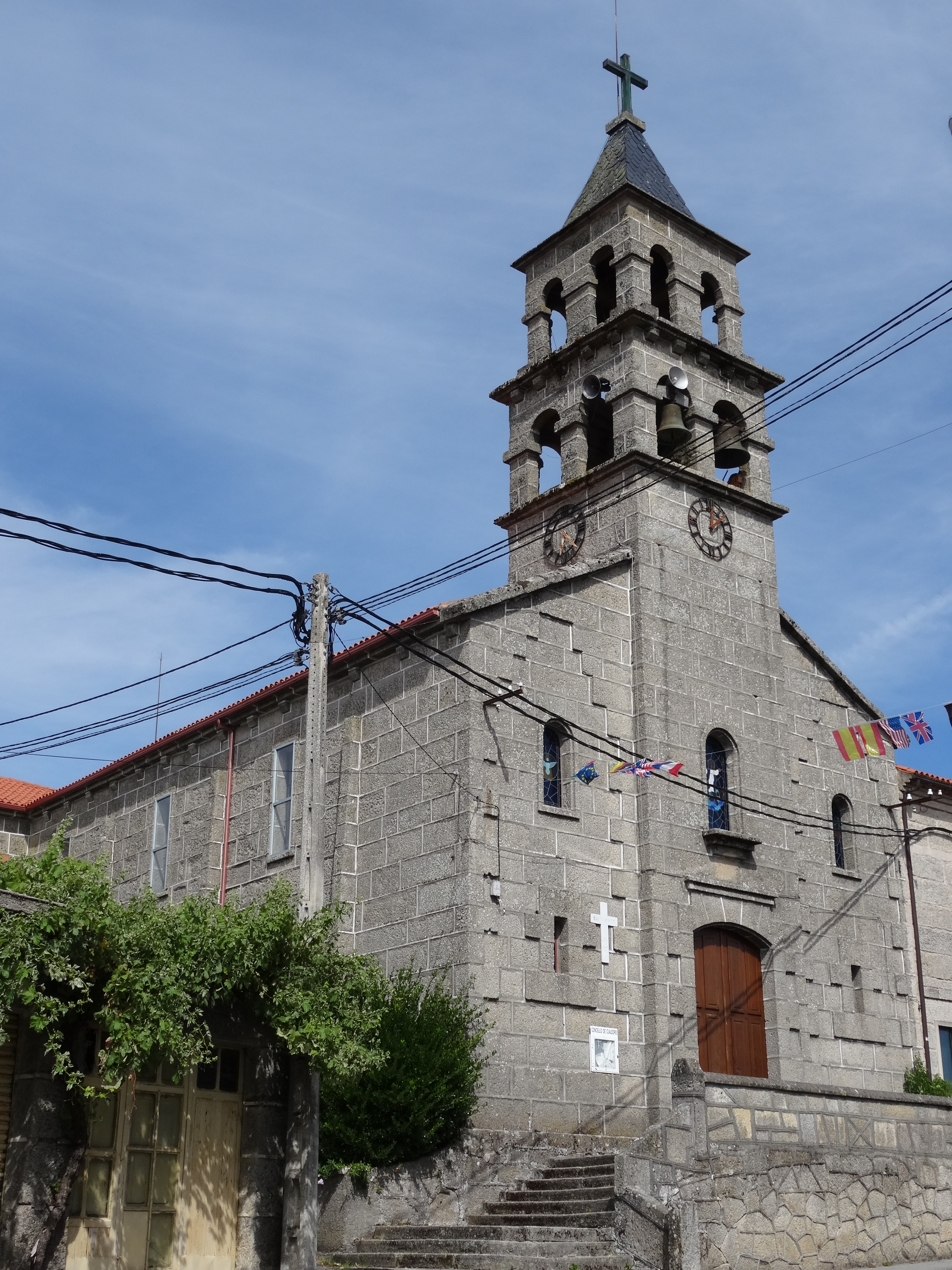
Marienkirche in Cualedro
- Rochuskirche in Carzoá
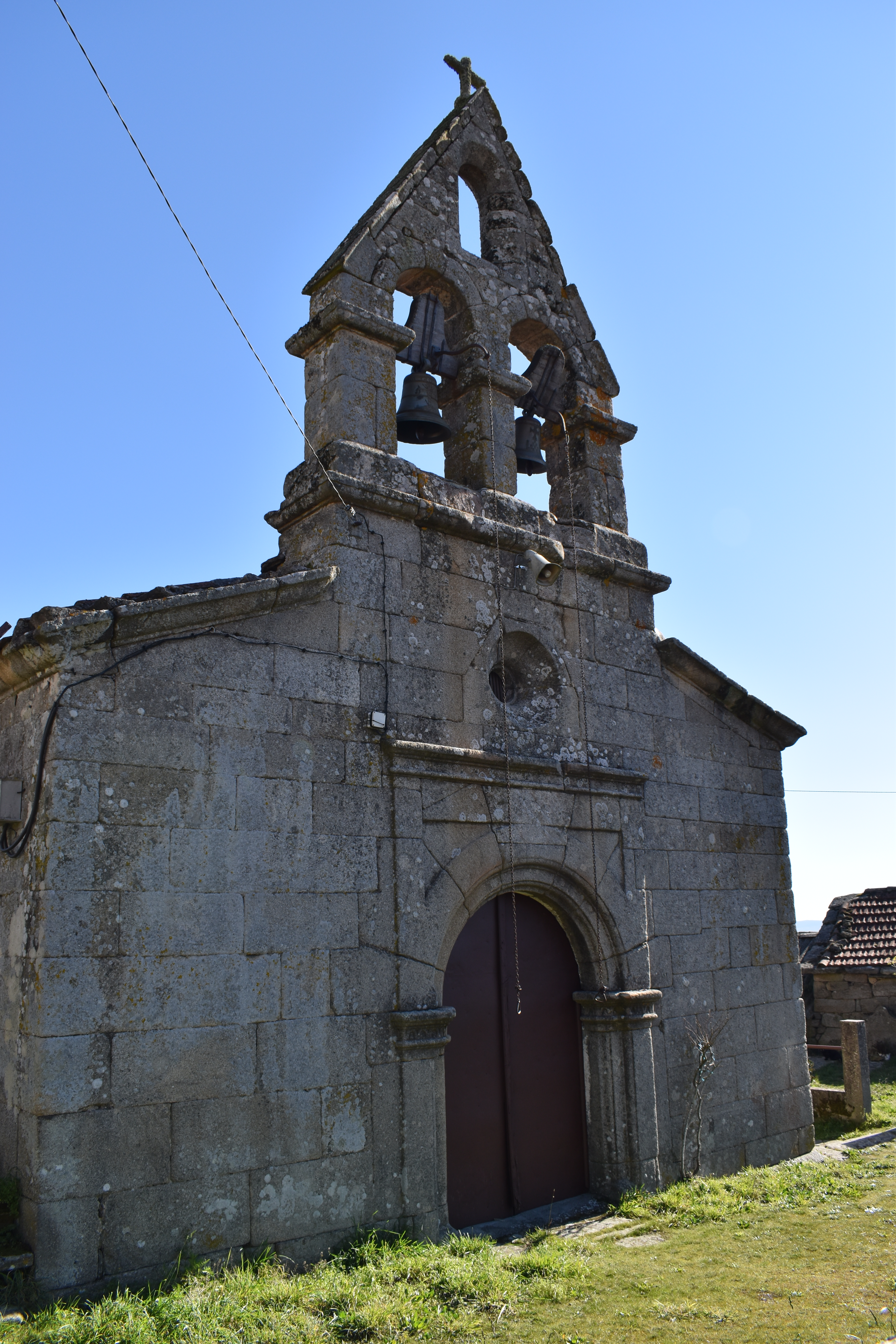
Marienkirche in Lucenza
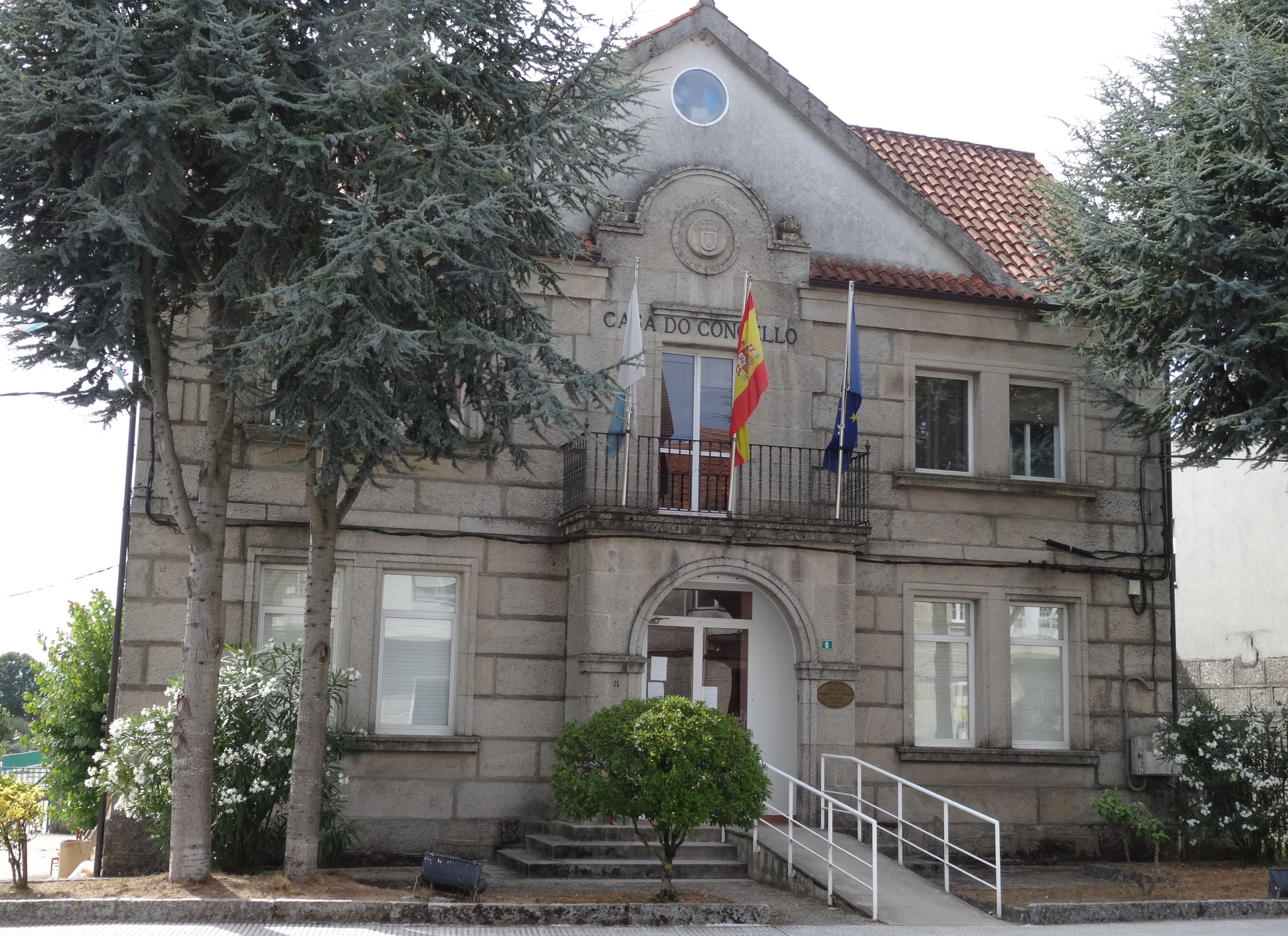
Rathaus

- Marienkirche in Atás
- Marienkirche in Cualedro
- Marienkirche in Lucenza
- Rathaus